# Portage, Indiana
Portage är en stad (city) i Porter County, i delstaten Indiana, USA. Enligt United States Census Bureau har staden en folkmängd på 37 097 invånare (2011) och en landarea på 66,4 km².